# Роза Верчелана
Роза Мария Киара Тереза Алоизия Верчелàна (на италиански: Rosa Maria Chiara Teresa Aloisia Vercellana), с пиемонтския псевдоним „Бела Розин“ (la Bela Rosin, „Хубавата Роза“; * 11 юни 1833, Монкалво, Сардинско кралство, или Ница Маритима; † 26 декември 1885, Пиза, Кралство Италия), е метреса и впоследствие морганатична съпруга на краля на Италия Виктор Емануил II, който през 1858 г. ѝ дава малките благороднически титли на графиня на Мирафиори и на Фонтанафреда.

## Произход
Дъщеря е на професионалния военен Джовани Батиста Верчелана (произхождащ от Монкалво близо до Казале Монферато) и Мария Тереза Грильо. Има брат Доменико и сестра Аделаида.

## Биография

### Семейство
Роза Верчелана е родена на 11 юни 1833 г. в Ница или Монкалво. Кръстена е на 15 юни в църквата „Сан Джакомо“.
Баща ѝ е част от Наполеоновата императорска гвардия, но през 1814 г. отказва да последва Наполеон, който по това време е избягал от Елба, и влиза в сардинските гренадири на Савойската армия с чин „главен барабанчик“.

### Среща и връзка с Виктор Емануил II
Роза вероятно се среща с Виктор Емануил за първи път през 1847 г., когато тя и семейството ѝ се преместват в Кралския замък в Ракониджи, където баща ѝ е начело на Савойския военен гарнизон на ловното имение: бъдещият крал на Италия, все още престолонаследник, е на 27 години, женен за австрийката Мария Аделхайд Хабсбург-Лотарингска, от която вече има четири деца. Роза е едва на 14 години. Според друга версия срещата им е в Сан Маурицио Канавезе по време на военно учение, когато Роза отправя молба пред краля да бъде освободен нейният брат, който е в затвора заради военно неподчинение. Според трета версия първата им среща е при ловен излет на краля в Монферат: кралят, облечен в цивилни дрехи, забелязва пищно оформената девойка на балкона на бащината ѝ къща в Монкалво и е силно впечатлен от нейната красота, отговаряща на неговите предпочитания.
Първите срещи между двамата са тайни, както защото бащата на престолонаследника, Карл Алберт, е против, така и защото в Кралство Сардиния има закон, според който отнемането на момичета под 16 години от семействата им се наказва сурово. Роза, която е неграмотна (както по-голямата част от населението по онова време), говори само на пиемонтски диалект и не познава изисканите маниери. Тя е преместена в резиденцията на ловния павилион „Ступиниджи“, много по-близо до Торино, в пристройка на самия парк, където двамата се срещат. Дадена ѝ е учителка – мадам Микела, която я учи на добри маниери. Роза се научава да язди, получава базисно образование, пише и говори малко италиански и френски. Семейството ѝ моли краля да ѝ отпусне издръжка, за да може тя да се омъжи за професионален военен. При тази молба потенциалният претендент е изпратен веднага на о-в Сардиния, а Роза е преместена в Торино.
Кралица Мария Аделхайд умира на 20 януари 1855 г. Въпреки че Виктор Емануил II е „апетитна“ партия за европейските дворове, той се противопоставя на съветниците си и не желае да сключи брак. Той има връзка с Роза Верчелана през целия си живот, въпреки многобройни си извънбрачни деца и любовници (сред които Графинята на Кастильоне Вирджиния Олдоини и актрисата Лаура Бон). Роза му ражда две деца: Витория и Емануеле Алберто, на които кралят дава фамилията „Гуериери“ (давана от него на извънбрачните му деца). Връзката предизвиква скандал и враждебност в двора, но кралят не се поддава на натиска и на 11 април 1858 г. прави Роза Верчелана графиня на Мирафиори и на Фонтанафреда, като купува и замъка в Сомарива Перно за нея.
През 1863 г. Роза се премества в Кралските апартаменти на Борго Кастело в рамките на сегашния регионален парк „Мандрия“ във Венария Реале. Тази резиденция, която не принадлежи на короната, а е частно наследство на краля, остава завинаги любимата на двойката, тъй като крал Виктор Емануил II обича да намира убежище там, за да ловува и да избяга от дворцовия живот. Той се радва на уютния дом и на вкусната кухня на грижовната Роза. Роза е изолирана и презирана от благородниците, макар че се опитва да се приближи до тях: облича се с пищни тоалети и се кичи с големи бижута, което обаче е смятано за лош вкус. Премиерът Камило Бенсо ди Кавур също не подкрепя връзката на краля с нея и дори предлага на Виктор Емануил II да я напусне срещу сумата от 2 млн. лири, даден от правителството на Роза. Бела Розин обаче е обичана от народа заради селския си произход: говори се, че популярната песен от Рисорджименто La bella Gigogin всъщност се отнася за нея.
През 1864 г. Роза следва краля във Флоренция, като се настанява във Вила „Петрая“.
През 1869 г. кралят се разболява и, страхувайки се да не умре, сключва с Роза морганатичен брак, т.е. без титлата на кралица (в този случай нито тя, нито децата им могат да имат претенции към титлите и имуществото на краля). Религиозният обред е на 18 декември 1869 г. в Сан Росоре до Пиза, а гражданският – на 7 ноември 1877 г. в Рим, в периода в който завършва изграждането на Вила „Мирафиори“ на ул. „Номентана“ – официалната резиденция а Роза в Рим. По онова време кралят току-що се е преместил с двора си от Флоренция в Рим, наскоро станал столица на Кралство Италия, където пребивава в двореца Квиринал, както и в ловното имение на Вила Ада на ул. „Салария“. През 1877 г. Роза получава своя морален реванш – новината за сватбата ѝ с Виктор Емануил II е публикувана в престижния Алманах „Гота“ (L’Almanacco di Gotha) на най-важните благороднически семейства в Европа. Кралят умира на 58 години на 9 януари 1878 г. След смъртта му Роза става „персона нон грата“ за новата кралица Маргарита Савойска.

### Последни години и смърт
Роза Верчелана прекарва остатъка от живота си в Палацо Белтрами в Пиза, който кралят е купил за дъщеря им Витория, и умира там през 1885 г. на 52-годишна възраст. Нейният смъртен акт в регистрите на службата по гражданско състояние в Пиза я посочва като „неомъжена“ и в него могат да се прочетат различни други неточности.
Савойската династия забранява Роза да бъде погребана в Пантеона в Рим, където лежи Виктор Емануил II, тъй като никога не е била кралица. Поради тази причина и в открито неподчинение на кралския двор нейните деца строят по-малък вариант на Пантеона в Торино, в сегашния квартал „Мирафиори Суд“, известен като Мавзолея на Бела Розин. През 1972 г. останките ѝ са пренесени в Монументалното гробище на Торино поради поредицата от вандалски прояви срещу гроба. След години на пренебрегване и лоша консервация мавзолеят е основно преструктуриран през 2005 г. и върнат в оригиналния си вид.

## Брак и потомство
∞ 18 декември 1869 морганатично в имението Кашине Векие в Сан Росоре до Пиза, 7 октомври 1877 г. в Рим граждански за Виктор Емануил II (* 14 март 1820, Палацо Кариняно, Торино; † 9 януари 1878, Рим), крал на Сардиния (1849 – 1861), от когото има син и дъщеря:
- Витория Гуериери ди Мирафиори (* 1850, † 1919); ∞ 14 април 1868 в Замък „Мандрия“ за маркиз Джакомо Филипо Спинола (* 1 май 1828, Генуа; † 4 януари 1872, Флоренция), 1-ви адютант на краля, от когото има от когото има двама сина и една дъщеря 2. 1 ноември 1875 във Флоренция за маркиз Луиджи Доменико Спинола (* 22 юли 1825, Генуа; † 16 декември 1899, Флоренция), брат на предходния, от когото има една дъщеря 3. 1900 за Паоло Де Симоне (* 1859, † юни 1906, Рим), син на Фердинандо Де Симоне (градинар на Кралския дом в Пиза), агроном, кмет на Чита дел Пиеве, колекционер на местна и екзотична фауна и флора
- Емануеле Алберто Гуериери ди Мирафиори (* 4 октомври 1851, Монкалиери; † 24 декември 1894, Замък „Мирафиори“ в Сомарива Перно), граф на Мирафиори и на Фонтанафреда, пионер във винопроизводството; ∞ 10 ноември 1872 за Бианка Енрикета де Лардерел, дъщеря на Франсоа Жак дьо Лардерел, инженер и предприемач, от която има двама сина.

## Местата на Бела Розин
- Историческо селище Мирафиори (Borgata Mirafiori) в Торино, което се развива около първоначалното ядро на група ферми от 17 век, построени по бреговете на река Сангоне в услуга на древния замък Мирафиори

- Пантеон „Мирафиори“, по-известен като Мавзолей на Бела Розин (Mausoleo della Bella Rosin) в Торино, построен в неокласически стил между 1886 и 1888 г. като имитация на Пантеона в Рим за гробница на Роза

- Имение „Фонтанафреда“ (Tenuta di Fontanafredda) в Ланге, купено от Виктор Емануил II през 1858 г. като подарък на Роза (и впоследствие прехвърлено на техните деца Емануеле и Витория)
- Замък на Сомарива Перно (Castello di Sommariva Perno) в Роеро, понастоящем собственост на маркизите Громис ди Трана, който Виктор Емануил II трансформира през 1857 г. в ловна хижа и резиденция за Роза

- Замък „Мандрия“ (Castello della Mandria), в общинската територия на Венария Реале, потопен в 3000 хектара ливади и гори на имението Мандрия (сега природен парк), където Роза прекарва част от живота си в компанията на суверена.[8]

- Вила „Мирафиори“ (Villa Mirafiori) в Рим, построена между 1874 и 1878 г. като официална резиденция на Роза на ул. Номентана“.

## Роза Верчелана в културата

### Кино и телевизия
- Il generale (1987), тв минисериал, реж. Луиджи Мани, в ролята: Мирела Банти
- Rosin, la ultima rosa (2014), в ролята: Дорела Джильоти
- Meraviglie - La penisola dei tesori (2018), тв документална програма, в ролята: Виоланте Плачидо
- Secrets d'histoire - Victor-Emmanuel II, le premier roi d'Italie (2021), в ролята: Мицу Дудо.